# Marion Peck
 (février 2016).
Si vous disposez d'ouvrages ou d'articles de référence ou si vous connaissez des sites web de qualité traitant du thème abordé ici, merci de compléter l'article en donnant les références utiles à sa vérifiabilité et en les liant à la section « Notes et références ».
Marion Peck, née en 1963 à Manille (Philippines), est une artiste américaine du mouvement pop-surréaliste.

## Biographie
Marion Peck est une artiste américaine, née en 1963 à Manille (Philippines) pendant que sa famille voyage autour du monde. En 1985 elle est diplômée de l’école de design de Rhode Island puis part étudier à New-York et à Rome où elle passe plusieurs années. Ses premières peintures, au début des années 1990, sont déjà marquées par son univers naïf et étrange proche de l’imaginaire de Lewis Carroll. Avec Mark Ryden, son partenaire de vie et de peinture, ils s’inscrivent comme des références du mouvement pop-surréaliste. Ils travaillent dans deux ateliers installés dans leur maison de Los Angeles.
Né dans les années 1970 en Californie, le pop-surréalisme est également appelé lowbrow art en référence à la culture populaire dans laquelle il s’ancre : comics, télévision, publicité, dessins animés, etc. Le mouvement reprend à son compte tout ce que les Beaux-Arts classiques rejettent.
Son esthétique, aussi kitsch, sensuelle et cruelle, est dominée par des figures enfantines et animales  aux grands yeux qui dégagent une étrangeté inquiétante et un esprit carnavalesque. Elle se veut en opposition avec un monde de l'art contemporain trop conceptuel à son goût. Depuis les années 1990, elle est régulièrement exposée aux États-Unis, en Italie, en France ou en Allemagne, et s’impose comme une figure importante de la contre-culture actuelle
En France, Magda Danysz la représente dès 2005 et elle collabore à plusieurs expositions. En 2015, elle est l’une des artistes les plus attendues de la troisième édition de la grande exposition  « HEY ! Modern art & pop culture » à la Halle St Pierre.

## Expositions personnelles
- 2015 - Magda Danysz Gallery, Paris, France
- 2018 - Dorothy Circus Gallery, Rome, Italie[1]
- 2013 - Michael Kohn Projects, Los Angeles, CA
- 2010 - Sloan Fine Art, New York, NY
- 2009 - Sloan Fine Art, New York, NY
- 2007 - Billy Shire Fine Arts, Culver City, CA
- 2006 - Mondo Bizzarro Gallery, Rome, Italie
- 2001 - Davidson Galleries, Seattle, WA
- 2001 - Galleria Giampiero Biasutti, Turin, Italie
- 2000 - Olga Dollar Gallery, San Francisco, CA
- 1999 - Davidson Galleries, Seattle, WA
- 1998 - Davidson Galleries, Seattle, WA
- 1996 - Davidson Galleries, Seattle, WA
- 1995 - Davidson Galleries, Seattle, WA
- 1995 - Galleria Dusseldorf/Roma, Rome, Italie
- 1994 - Davidson Galleries, Seattle, WA
- 1994 - Galleria Dusseldorf/Roma, Rome, Italie
- 1993  - Galleria Dusseldorf/Roma, Rome, Italie
- 1990 - Marianne Partlow Gallery, Olympia, WA

## Expositions collectives (sélection)
- 2015 - Riverside Museum of Art, Riverside, CA
- 2015 - Halle Saint Pierre, Paris, France
- 2014 - Red Truck Gallery, New Orleans, LA
- 2014 - Sloan Fine Art, New York, NY
- 2013 - Sloan Fine Art, New York, NY
- 2012 - Kunsthalle Wien, Vienna, Austria
- 2011  - Museum of Fine Arts, Tallahassee, FL
- 2011 - Sloan Fine Art, New York, NY
- 2011 - La Luz de Jesus Gallery, Los Angeles, CA
- 2010 - Laguna Art Museum, Laguna Beach, CA
- 2010 - Bristol City Museum and Gallery, Bristol, UK
- 2010 - Roq la Rue Gallery, Seattle, WA
- 2010 - Sloan Fine Art, New York, NY
- 2009 - Sloan Fine Art, New York, NY
- 2008 - Sloan Fine Art, New York, NY
- 2006 - Aidan Savoy Gallery, New York, NY
- 2005 - Bellwether Gallery, New York, NY
- 2005 - DFN Gallery, New York, NY
- 2005 - John Michael Kohler Arts Center, Sheboygan, WI
- 2005 - Magda Danysz Gallery, Paris, France
- 2004 - 111 Minna Gallery, San Francisco, CA
- 2004 - Copro Nason Gallery, Los Angeles, CA
- 2004 - Roq la Rue Gallery, Seattle, WA
- 2004 - Bumbershoot Arts Festival, Seattle, WA
- 2004 - Sarasota Art Center, Sarasota, FL
- 2003 - La Luz de Jesus Gallery, Los Angeles, CA
- 2003 - Seattle Art Museum Sales and Rental Gallery, Seattle, WA
- 2002 - Roq la Rue Gallery, Seattle, WA
- 2002 - Vital Five, Seattle, WA
- 2002 - Hugo House, Seattle, WA
- 2002 - Seattle Art Museum Sales and Rental Gallery, Seattle, WA
- 2001 - Seattle Art Museum Sales and Rental Gallery, Seattle, WA
- 2001 - Center on Contemporary Art, Seattle, WA
- 2000 - Olga Dollar Gallery, San Francisco, CA
- 2000 - Center on Contemporary Art, Seattle, WA
- 1999 - Olga Dollar Gallery, San Francisco, CA
- 1997 - Olga Dollar Gallery, San Francisco, CA
- 1996 - Fatouhi Cramer Gallery, New York, NY
- 1996 -  Olga Dollar Gallery, San Francisco, CA
- 1995 - Black and Greenberg Gallery, New York, NY
- 1995 -  Olga Dollar Gallery, San Francisco, CA
- 1994 - Turner Carrol Gallery, Santa Fe, NM
- 1993 - Davidson Galleries, Seattle, WA
- 1991 - Davidson Galleries, Seattle, WA